# Единица Добсона
Единица Добсона — единица измерения содержания озона в атмосфере Земли.
Одна единица Добсона равна слою озона 10 мкм при стандартных давлении и температуре. Это соответствует 2,69·1016 молекул озона на квадратный сантиметр поверхности Земли, или 0,447 миллимоля на квадратный метр.
Для определения наличия озоновой дыры выбрана граница содержания озона в атмосфере в 220 единиц Добсона.
Единица Добсона названа в честь Гордона Добсона, который в 1920 году сконструировал первые приборы для измерения уровня озона. Теперь эти приборы называют Добсоновскими озонными спектрометрами.